# Henri Savonnet
Pour les articles homonymes, voir Savonnet.
Henri Savonnet (né le 6 mars 1915 à Franxault et mort 10 mai 1998 à Beaune) est un professeur de philosophie et un fervent admirateur d'Étienne-Jules Marey, inventeur de la chronophotographie et du film scientifique. En 1955, il est l’un des fondateurs du musée Marey de Beaune, aux côtés du conservateur René André et du professeur Alfred Fessard, alors administrateur au Collège de France. En 1968, il fait partie des créateurs de la Fondation Marcel Jousse.

## Ouvrages
- Hans Reichenbach, Introduction à la logistique, traduit de l'allemand par Henri Savonnet, Hermann & Cie, coll. Logique et théorie de la science, 1939.
- « Les schémas opératoires du calcul propositionnel » (envoi de l'auteur), numéro spécial de la revue Interéducation, n° 8, 1969, publiée par l'Association de pédagogie cybernétique.